# Resecheck

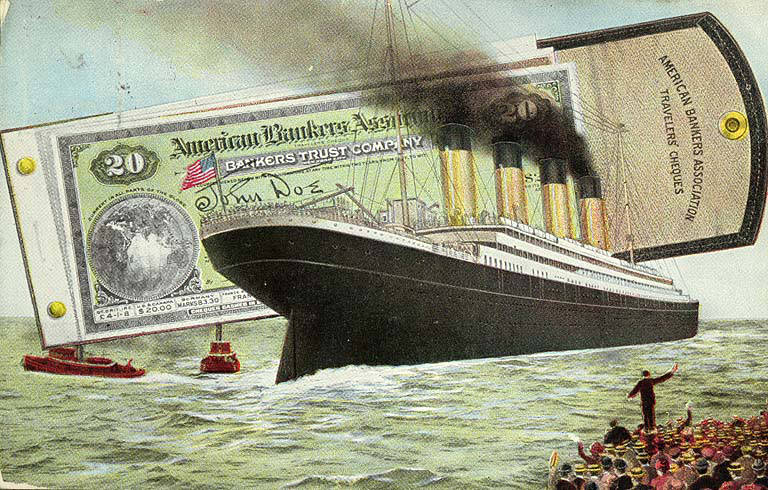
Amerikansk reklam för resecheckar från tidigt 1900-tal.

En resecheck (engelska: traveller's check) är en förtryckt check med en fix valör som en utgivare, vanligen en bank eller ett specialiserat företag säljer. Köparen kan sedan använda den som betalningsmedel varefter mottagaren kan lösa in checken hos utgivaren. Möjlighet finns också att på banker eller särskilda växlingskontor lösa in resecheckar mot kontanter.
Fördelen med resecheckar är att de har ägarens namn förtryckt och skall signeras vid utgivningen och de är sedan bara användbara efter att ha kontrasignerats. Detta gör att de i teorin inte är användbara efter att ha stulits eller tappats bort, såvida inte upphittaren förfalskar signaturen.
Normalt ingår i resecheckservicen möjligheten att mot en viss avgift få nya resecheckar om man förlorat dem. Tidigare var resecheckar ett vanligt sätt att ta med sig pengar vid resor och de accepterades som betalningsmedel på de flesta hotell och andra turistinrättningar. Den alltmer spridda acceptansen av kreditkort har gjort att användandet av resecheckar har minskat kraftigt, vilket också gjort att de inte längre accepteras överallt.
Resecheckar utges i ett flertal valutor, som exempel i amerikanska dollar, brittiska pund, japanska yen eller euro. Valörerna tenderar att vara relativt höga, till exempel 50 eller 100 euro är vanligt. Alternativt säljs resecheckar som häften med mindre valörer, till exempel häften med fem checkar på 20 euro vardera.
Resecheckar har vanligen obegränsad giltighetstid, under förutsättning att utgivaren inte går i konkurs eller av annat skäl upphör att svara för inlösen av checkarna. 
Utgivarna av resecheckar gör vinst dels på de avgifter som tas ut vid köp eller inlösen av resecheckar och dels genom att en resecheck är att likna vid ett räntefritt lån från köparen till utgivaren. Detta eftersom utgivaren förfogar över medel motsvarande värdet på resecheckarna från det att de köps till det att de löses in.
De första resecheckarna utgavs av Thomas Cook. Världens största utgivare av resecheckar år 2021 är American Express.

## Användning och säkerhet
En resecheck är försedd med två rader eller rutor för köparens namnteckning. När en köpare köper resecheckar av en utgivare skall de signeras under uppsikt av försäljaren med köparens namnteckning i den ena rutan. Vid köpet erhålls också ett kvitto, som bevis på att checkarna har köpts. Varje check är försedd med ett unikt serienummer, som gör att de kan spärras om de anmäls stulna eller förkomna.
När köparen vill använda checkarna som betalningsmedel eller omvandla dem till kontanter skall köparen kontrasignera checken, under uppsikt av mottagaren. En mottagare som har avtal med utgivaren har förbundit sig att inte ta emot checkar som redan är signerade. Om checkens värde är större än det belopp som skall betalas, skall växel ges i den lokala valutan.
Utöver signeringen kan mottagaren begära att få se identitetshandling som pass, ID-kort eller något annat som styrker identiteten på den som ställer ut checken. Detta är särskilt vanligt vid inlösen av resecheckar till kontanter.
Checkutgivarna har öppna telefonlinjer dygnet runt, så möjlighet finns för mottagaren att verifiera att checken inte är spärrad eller på annat vis ogiltig.